# Unione Sportiva Catanzaro 1964-1965
Questa pagina raccoglie le informazioni riguardanti l'Unione Sportiva Catanzaro nelle competizioni ufficiali della stagione 1964-1965.

## Rosa
| N. |                   | Ruolo | Calciatore         |
| -- | ----------------- | ----- | ------------------ |
|    | Italia (bandiera) | A     | Dino Berardi       |
|    | Italia (bandiera) | C     | Dino Bigagnoli     |
|    | Italia (bandiera) | C     | Luciano Bonfada    |
|    | Italia (bandiera) | C     | Alvaro Gasparini   |
|    | Italia (bandiera) | C     | Gaetano Giummelè   |
|    | Italia (bandiera) | A     | Egidio Ghersetich  |
|    | Italia (bandiera) | A     | Cesare Maccacaro   |
|    | Italia (bandiera) | A     | Giuseppe Marchioro |
|    | Italia (bandiera) | C     | Guglielmo Mecozzi  |

| N. |                   | Ruolo | Calciatore        |
| -- | ----------------- | ----- | ----------------- |
|    | Italia (bandiera) | D     | Stelio Nardin     |
|    | Italia (bandiera) | C     | Antonio Nisticò   |
|    | Italia (bandiera) | C     | Sergio Orlandi    |
|    | Italia (bandiera) | P     | Umberto Provasi   |
|    | Italia (bandiera) | C     | Stefano Raise     |
|    | Italia (bandiera) | C     | Luigi Sardei      |
|    | Italia (bandiera) | D     | Luigi Tonani      |
|    | Italia (bandiera) | A     | Carlo Vanini      |
|    | Italia (bandiera) | A     | Giovanni Zavaglio |

## Risultati

### Serie B

#### Girone di andata
| 13 settembre 1964 1ª giornata | Catanzaro | 1 – 1 | Monza |  |

| 20 settembre 1964 2ª giornata | Catanzaro | 0 – 0 | Trani |  |

| 27 settembre 1964 3ª giornata | Livorno | 0 – 1 | Catanzaro |  |

| 4 ottobre 1964 4ª giornata | Reggiana | 4 – 0 | Catanzaro |  |

| 11 ottobre 1964 5ª giornata | Catanzaro | 2 – 0 | Alessandria |  |

| 18 ottobre 1964 6ª giornata | Catanzaro | 1 – 0 | Lecco |  |

| 25 ottobre 1964 7ª giornata | Bari | 0 – 0 | Catanzaro |  |

| 22 novembre 1959 8ª giornata | Catanzaro | 1 – 1 | Napoli |  |

| 15 novembre 1964 9ª giornata | Parma | 0 – 1 | Catanzaro |  |

| 22 novembre 1964 10ª giornata | Pro Patria | 1 – 1 | Catanzaro |  |

| 29 novembre 1964 11ª giornata | Catanzaro | 1 – 0 | Triestina |  |

| 6 dicembre 1964 12ª giornata | Potenza | 1 – 1 | Catanzaro |  |

| 13 dicembre 1964 13ª giornata | Catanzaro | 0 – 1 | Venezia |  |

| 20 dicembre 1964 14ª giornata | Catanzaro | 0 – 1 | Verona |  |

| 27 dicembre 1964 15ª giornata | Modena | 0 – 0 | Catanzaro |  |

| 10 gennaio 1965 16ª giornata | Palermo | 0 – 0 | Catanzaro |  |

| 17 gennaio 1965 17ª giornata | Catanzaro | 0 – 0 | Brescia |  |

| 24 gennaio 1965 18ª giornata | Catanzaro | 0 – 0 | SPAL |  |

| 31 gennaio 1965 19ª giornata | Padova | 1 – 0 | Catanzaro |  |

#### Girone di ritorno
| 7 febbraio 1965 20ª giornata | Monza | 2 – 1 | Catanzaro |  |

| 14 febbraio 1965 21ª giornata | Trani | 1 – 0 | Catanzaro |  |

| 21 febbraio 1965 22ª giornata | Catanzaro | 3 – 1 | Livorno |  |

| 28 febbraio 1965 23ª giornata | Catanzaro | 1 – 0 | Reggiana |  |

| 7 marzo 1965 24ª giornata | Alessandria | 3 – 1 | Catanzaro |  |

| 14 marzo 1965 25ª giornata | Lecco | 0 – 0 | Catanzaro |  |

| 21 marzo 1965 26ª giornata | Catanzaro | 1 – 1 | Bari |  |

| 28 marzo 1965 27ª giornata | Napoli | 2 – 0 | Catanzaro |  |

| 11 aprile 1965 28ª giornata | Catanzaro | 3 – 0 | Parma |  |

| 18 aprile 1965 29ª giornata | Catanzaro | 0 – 0 | Pro Patria |  |

| 25 aprile 1965 30ª giornata | Triestina | 1 – 1 | Catanzaro |  |

| 2 maggio 1965 31ª giornata | Catanzaro | 0 – 0 | Potenza |  |

| 9 maggio 1965 32ª giornata | Venezia | 0 – 0 | Catanzaro |  |

| 16 maggio 1965 33ª giornata | Verona | 0 – 0 | Catanzaro |  |

| 23 maggio 1965 34ª giornata | Catanzaro | 1 – 1 | Modena |  |

| 30 maggio 1965 35ª giornata | Catanzaro | 1 – 0 | Palermo |  |

| 6 giugno 1965 36ª giornata | Brescia | 1 – 1 | Catanzaro |  |

| 13 giugno 1965 37ª giornata | SPAL | 2 – 0 | Catanzaro |  |

| 20 giugno 1965 38ª giornata | Catanzaro | 0 – 0 | Padova |  |

## Statistiche

### Statistiche di squadra
| Competizione | Punti | In casa | In casa | In casa | In casa | In casa | In casa | In trasferta | In trasferta | In trasferta | In trasferta | In trasferta | In trasferta | Totale | Totale | Totale | Totale | Totale | Totale | DR |
| Competizione | Punti | G       | V       | N       | P       | Gf      | Gs      | G            | V            | N            | P            | Gf           | Gs           | G      | V      | N      | P      | Gf     | Gs     | DR |
| ------------ | ----- | ------- | ------- | ------- | ------- | ------- | ------- | ------------ | ------------ | ------------ | ------------ | ------------ | ------------ | ------ | ------ | ------ | ------ | ------ | ------ | -- |
| Serie B      | 38    | 19      | 7       | 10      | 2       | 16      | 7       | 19           | 2            | 10           | 7            | 8            | 19           | 38     | 9      | 20     | 9      | 24     | 26     | -2 |
| Coppa Italia |       | -       | -       | -       | -       | -       | -       | 1            | 0            | 0            | 1            | 3            | 4            | 1      | 0      | 0      | 1      | 3      | 4      | -1 |
| Totale       |       | 19      | 7       | 10      | 2       | 16      | 7       | 20           | 2            | 10           | 8            | 11           | 23           | 39     | 9      | 20     | 10     | 27     | 30     | -3 |

### Statistiche dei giocatori
| Giocatore     | Serie B  | Serie B | Coppa Italia | Coppa Italia | Totale   | Totale |
| Giocatore     | Presenze | Reti    | Presenze     | Reti         | Presenze | Reti   |
| ------------- | -------- | ------- | ------------ | ------------ | -------- | ------ |
| D. Berardi    | 13       | 1       | -            | -            | 13       | 1      |
| D. Bigagnoli  | 25       | 0       | 1            | 0            | 26       | 0      |
| L. Bonfada    | 3        | 2       | -            | -            | 3        | 2      |
| A. Gasparini  | 36       | 2       | 1            | 0            | 37       | 2      |
| G. Giummelè   | 1        | 0       | -            | -            | 1        | 0      |
| E. Ghersetich | 19       | 2       | 1            | 1            | 20       | 3      |
| R. Innocenti  | -        | -       | 1            | -4           | 1        | -4     |
| C. Maccacaro  | 34       | 0       | -            | -            | 34       | 0      |
| G. Marchioro  | 32       | 9       | -            | -            | 32       | 9      |
| G. Mecozzi    | 26       | 0       | 1            | 0            | 27       | 0      |
| S. Nardin     | 37       | 0       | 1            | 0            | 38       | 0      |
| A. Nisticò    | 12       | 0       | -            | -            | 12       | 0      |
| S. Orlandi    | 30       | 1       | 1            | 2            | 31       | 3      |
| U. Provasi    | 38       | -26     | 1            | 0            | 39       | -26    |
| S. Raise      | 16       | 1       | 1            | 0            | 17       | 1      |
| L. Sardei     | 9        | 0       | -            | -            | 9        | 0      |
| L. Tonani     | 35       | 0       | 1            | 0            | 36       | 0      |
| C. Vanini     | 27       | 3       | 1            | 0            | 28       | 3      |
| G. Zavaglio   | 25       | 2       | 1            | 0            | 26       | 2      |